# Finala UEFA Europa League 2015
Finala UEFA Europa League 2015 a fost meciul final și decisiv al UEFA Europa League 2014-2015, cel de-al 44-lea sezon a celei de-a doua competiții fotbalistice interclub ca valoare din Europa, organizată de UEFA, și cel de-al 6-lea sezon de când competiția a fost redenumită din Cupa UEFA în UEFA Europa League. S-a jucat în data de 27 mai 2015 pe stadionul Stadionul Național din Varșovia, Polonia. Meciul s-a jucat între echipa ucraineană Dnipro Dnipropetrovsk și deținătoarea trofeului, echipa spaniolă Sevilla. Sevilla a câștigat cu 3–2, acesta fiind cel de-al patrulea titlul. 
Câștigătoarea acestui meci va juca cu câștigătoarea Ligii Campionilor 2014-2015 în Supercupa Europei 2015.

## Stadionul

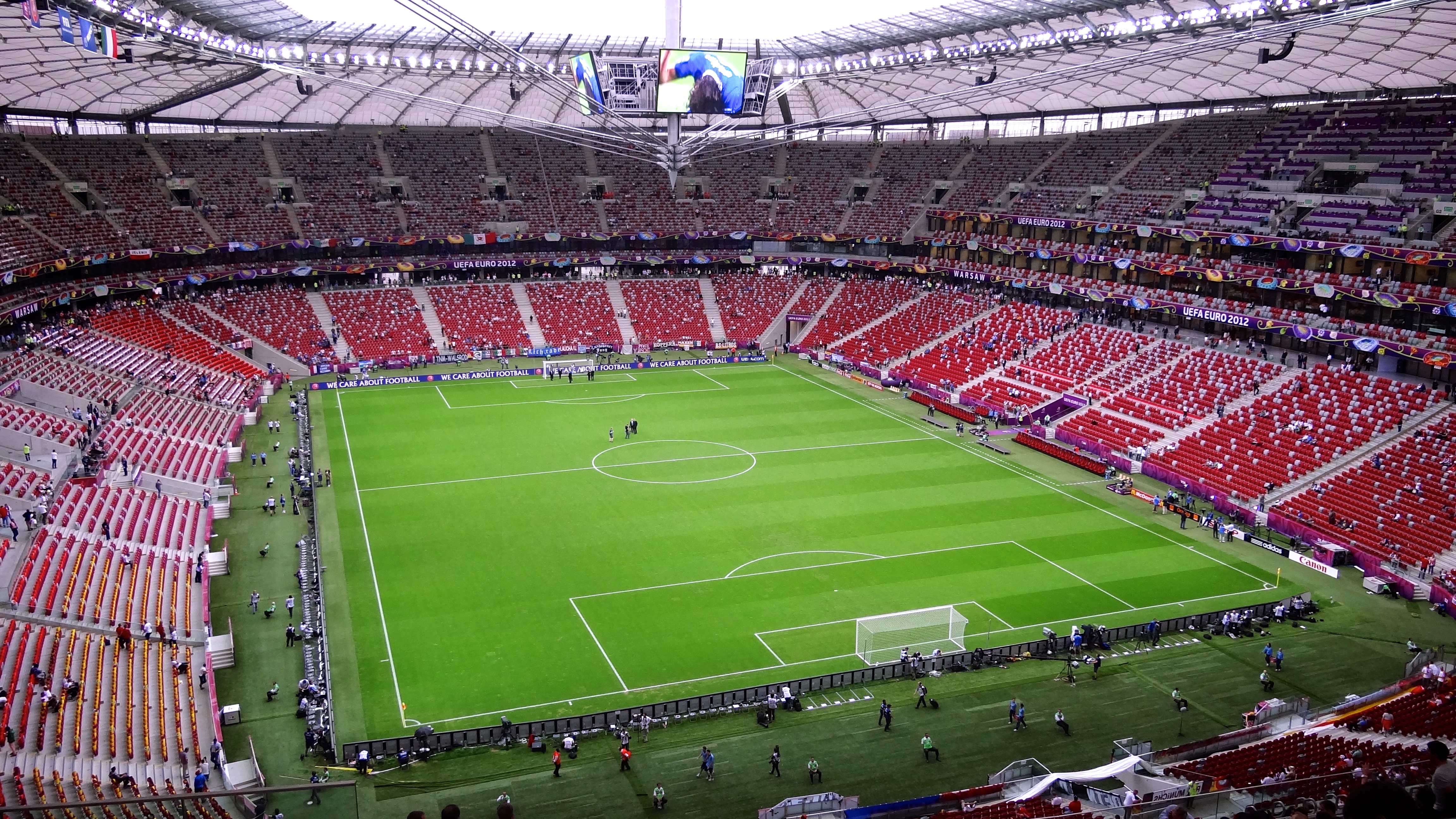
Stadionul Narodowy din Varșovia, Polonia

Stadionul Național Kazimierz Górski din Varșovia a fost anunțat ca gazdă a finalei la întrunirea Comitetului Executiv al UEFA pe 23 mai 2013. Aceasta va fi prima finală UEFA găzduită de Polonia.

## Context
Aceasta a fost prima finală a Dnipro Dnipropetrovsk. Ei au fost a doua echipă ucraineană care a ajuns în finala Cupei UEFA/Europa League, după Șahtior Donețk, care a învins Werder Bremen în finala din 2009 la Istanbul și a treia echipă ucraineană care joacă o finală europeană, după Șahtior Donețk și Dinamo Kiev, care a câștigat două finale de Cupa Cupelor în 1975 și 1986 în perioada Uniunii Sovietice.
Aceasta a fost a patra finală Cupa UEFA/Europa League pentru Sevilla. Au câștigat toate cele trei finale anterioare (în 2006, 2007 și 2014), iar după ce au câștigat al patrulea titlu, au devenit deținătoarea recordului la numărul de titluri câștigate depășind Juventus Torino, Internazionale Milano și Liverpool FC.
Antrenorul Sevilla FC Unai Emery, care a fost antrenorul clubului și în 2014, a devenit al cincilea antrenor care câștigă titlul de două sau mai multe ori, după Giovanni Trapattoni (Juventus în 1977 și 1993, Internazionale în 1991), Luis Molowny ( Real Madrid în 1985 și 1986), Juande Ramos (Sevilla în 2006 și 2007) și Rafael Benítez ( Valencia în 2004,  Chelsea în 2013).
Cele două părți nu s-au întâlnit în competițiile de club UEFA până acum.

## Drumul către finală
Pentru mai multe detalii despre acest subiect, vedeți UEFA Europa League 2014–15.
Nota: În toate rezultatele de mai jos, scorul finalistei este dat în primul rând (A: acasă; D: deplasare).
| \| Echipav • d • m \| MJ \| V \| E \| Î \| GM \| GP \| G \| Pct \| \| --------------- \| -- \| - \| - \| - \| -- \| -- \| -- \| --- \| \| Inter Milano \| 6 \| 3 \| 3 \| 0 \| 6 \| 2 \| +4 \| 12 \| \| Dnipro \| 6 \| 2 \| 1 \| 3 \| 4 \| 5 \| −1 \| 7 \| \| Qarabağ \| 6 \| 1 \| 3 \| 2 \| 3 \| 5 \| −2 \| 6 \| \| Saint-Étienne \| 6 \| 0 \| 5 \| 1 \| 2 \| 2 \| 0 \| 5 \| |    |   |   |   |    |    |    |     |
| Echipa | MJ | V | E | Î | GM | GP | G  | Pct |
| Inter Milano | 6  | 3 | 3 | 0 | 6  | 2  | +4 | 12  |
| Dnipro | 6  | 2 | 1 | 3 | 4  | 5  | −1 | 7   |
| Qarabağ | 6  | 1 | 3 | 2 | 3  | 5  | −2 | 6   |
| Saint-Étienne | 6  | 0 | 5 | 1 | 2  | 2  | 0  | 5   |

| Echipa        | MJ | V | E | Î | GM | GP | G  | Pct |
| ------------- | -- | - | - | - | -- | -- | -- | --- |
| Inter Milano  | 6  | 3 | 3 | 0 | 6  | 2  | +4 | 12  |
| Dnipro        | 6  | 2 | 1 | 3 | 4  | 5  | −1 | 7   |
| Qarabağ       | 6  | 1 | 3 | 2 | 3  | 5  | −2 | 6   |
| Saint-Étienne | 6  | 0 | 5 | 1 | 2  | 2  | 0  | 5   |

| \| Echipav • d • m \| MJ \| V \| E \| Î \| GM \| GP \| G \| Pct \| \| --------------- \| -- \| - \| - \| - \| -- \| -- \| -- \| --- \| \| Feyenoord \| 6 \| 4 \| 0 \| 2 \| 10 \| 6 \| +4 \| 12 \| \| Sevilla \| 6 \| 3 \| 2 \| 1 \| 8 \| 5 \| +3 \| 11 \| \| HNK Rijeka \| 6 \| 2 \| 1 \| 3 \| 7 \| 8 \| −1 \| 7 \| \| Standard Liège \| 6 \| 1 \| 1 \| 4 \| 4 \| 10 \| −6 \| 4 \| |    |   |   |   |    |    |    |     |
| Echipa | MJ | V | E | Î | GM | GP | G  | Pct |
| Feyenoord | 6  | 4 | 0 | 2 | 10 | 6  | +4 | 12  |
| Sevilla | 6  | 3 | 2 | 1 | 8  | 5  | +3 | 11  |
| HNK Rijeka | 6  | 2 | 1 | 3 | 7  | 8  | −1 | 7   |
| Standard Liège | 6  | 1 | 1 | 4 | 4  | 10 | −6 | 4   |

| Echipa         | MJ | V | E | Î | GM | GP | G  | Pct |
| -------------- | -- | - | - | - | -- | -- | -- | --- |
| Feyenoord      | 6  | 4 | 0 | 2 | 10 | 6  | +4 | 12  |
| Sevilla        | 6  | 3 | 2 | 1 | 8  | 5  | +3 | 11  |
| HNK Rijeka     | 6  | 2 | 1 | 3 | 7  | 8  | −1 | 7   |
| Standard Liège | 6  | 1 | 1 | 4 | 4  | 10 | −6 | 4   |

## Ante-meci

### Ambasador

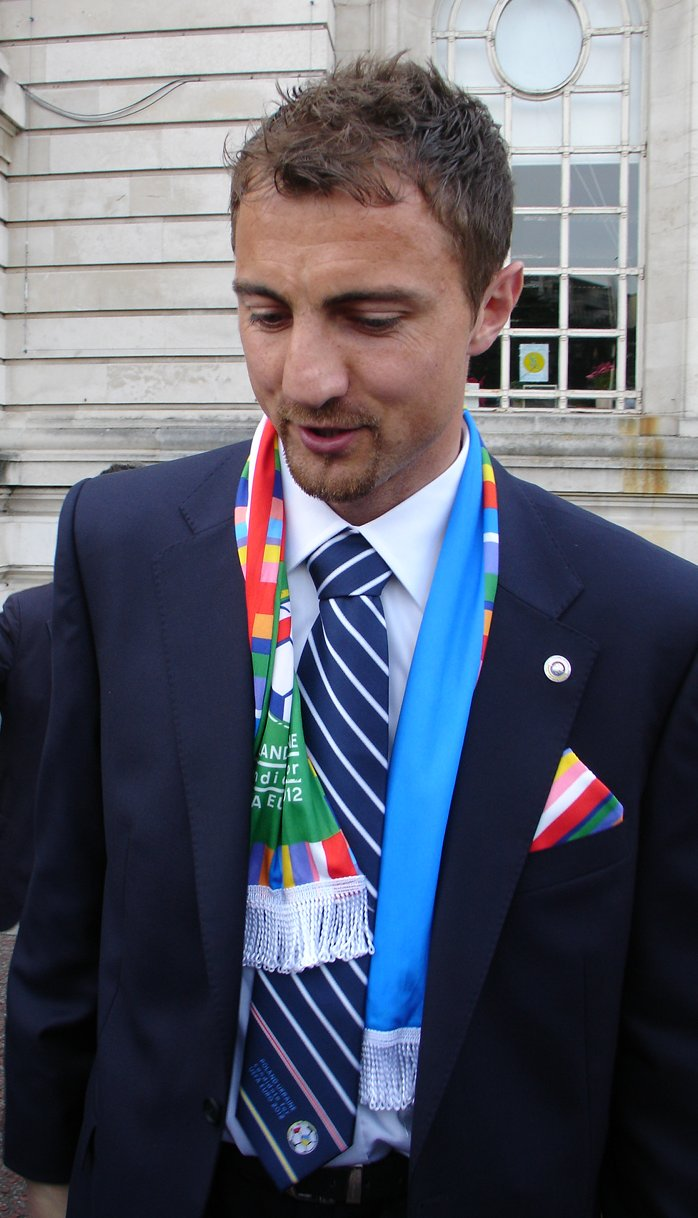
Jerzy Dudek a fost numit ambasador al finalei.

Fostul portar internațional al Poloniei, Jerzy Dudek, care a câștigat Liga Campionilor cu Liverpool FC în 2005, a fost numit ambasador pentru finală.

### Logo
UEFA a prezentat logo-ul finalei pe 29 august 2014.

### Bilete
Cu o capacitate de 56.000 de locuri, un total de 44.000 de bilete au fost puse la dispoziția fanilor și publicului larg cele două echipe finaliste primind 9500 de bilete de fiecare, iar 25.000 de bilete au fost vândute fanilor din întreaga lume, prin intermediul site-ului UEFA de la 26 februarie - 25 martie 2015, în patru categorii de prețuri: € 130, € 90, € 65, și 40 €.

## Meci

### Detalii
| Dnipro Dnipropetrovsk | 2–3    | Sevilla                       |
| --------------------- | ------ | ----------------------------- |
| Kalinić 7' Rotan 44'  | Report | Krychowiak 28' Bacca 31', 73' |

| Dnipro Dnipropetrovsk | Sevilla |

|                 |    |                     |       |     |
|                 |    |                     |       |     |
| P               | 71 | Denis Boiko         |       |     |
| FD              | 44 | Artem Fedețki       |       |     |
| FC              | 23 | Douglas             |       |     |
| FC              | 14 | Ievghen Ceberiaceko |       |     |
| FS              | 12 | Leo Matos           | 83'   |     |
| M               | 7  | Jaba Kankava        | 17'   | 85' |
| M               | 25 | Valeri Fedorșciuc   |       | 68' |
| MD              | 99 | Matheus             |       |     |
| M               | 29 | Ruslan Rotan (c)    | 75'   |     |
| MS              | 10 | Ievhen Konopleanka  |       |     |
| A               | 9  | Nikola Kalinić      | 45+2' | 78' |
| Rezerve:        |    |                     |       |     |
| P               | 16 | Jan Laštůvka        |       |     |
| F               | 2  | Alexandru Vlad      |       |     |
| M               | 19 | Roman Bezus         | 70'   | 68' |
| M               | 20 | Bruno Gama          |       |     |
| M               | 24 | Valeri Luckevici    |       |     |
| M               | 28 | Ievghen Șahov       |       | 85' |
| A               | 11 | Ievghen Selezniov   |       | 78' |
| Antrenor:       |    |                     |       |     |
| Miron Markevici |    |                     |       |     |

| GK         | 29 | Sergio Rico            |       |     |
| RB         | 22 | Aleix Vidal            |       |     |
| CB         | 6  | Daniel Carriço         | 62'   |     |
| CB         | 15 | Timothée Kolodziejczak |       |     |
| LB         | 2  | Benoît Trémoulinas     |       |     |
| DM         | 25 | Stéphane Mbia          |       |     |
| DM         | 4  | Grzegorz Krychowiak    | 45+2' |     |
| RM         | 10 | José Antonio Reyes (c) |       | 58' |
| AM         | 19 | Éver Banega            |       | 89' |
| LM         | 20 | Vitolo                 |       |     |
| CF         | 9  | Carlos Bacca           | 74'   | 82' |
| Schimbări: |    |                        |       |     |
| GK         | 13 | Beto                   |       |     |
| DF         | 3  | Fernando Navarro       |       |     |
| DF         | 5  | Diogo Figueiras        |       |     |
| DF         | 23 | Coke                   |       | 58' |
| MF         | 12 | Vicente Iborra         |       | 89' |
| MF         | 17 | Denis Suárez           |       |     |
| FW         | 7  | Kévin Gameiro          |       | 82' |
| Antrenor:  |    |                        |       |     |
| Unai Emery |    |                        |       |     |

| Omul meciului: Éver Banega (Sevilla) Arbitrii asistenți: Mike Mullarkey (Anglia) Stephen Child (Anglia) Arbitru de rezervă: Pavel Královec (Republica Cehă) Arbitrii asistenți adiționali: Anthony Taylor (England) Andre Marriner (Anglia) Arbitru asistent de rezervă: Jake Collin (Anglia) | Regulile meciului - 90 minute. - 30 minute de prelungiri dacă este necesar. - Lovituri de departajare dacă scorul este egal. - Șapte rezerve numite, din care vor fi folosite doar trei. |

### Statistici
| Statistică        | Dnipro | Sevilla |
| ----------------- | ------ | ------- |
| Goluri marcate    | 2      | 2       |
| Total șuturi      | 4      | 11      |
| Șuturi pe poartă  | 3      | 3       |
| Apărate           | 1      | 1       |
| Posesia mingii    | 39%    | 61%     |
| Cornere           | 2      | 4       |
| Faulturi          | 14     | 10      |
| Offside-uri       | 1      | 1       |
| Cartonașe galbene | 2      | 1       |
| Cartonașe roșii   | 0      | 0       |

| Statistică        | Dnipro | Sevilla |
| ----------------- | ------ | ------- |
| Goluri marcate    | 0      | 1       |
| Total șuturi      | 8      | 7       |
| Șuturi pe poartă  | 2      | 2       |
| Apărate           | 1      | 2       |
| Posesia mingii    | 45%    | 55%     |
| Cornere           | 3      | 7       |
| Faulturi          | 10     | 6       |
| Offside-uri       | 0      | 1       |
| Cartonașe galbene | 3      | 2       |
| Cartonașe roșii   | 0      | 0       |

| Statistică        | Dnipro | Sevilla |
| ----------------- | ------ | ------- |
| Goluri marcate    | 2      | 3       |
| Total șuturi      | 12     | 18      |
| Șuturi pe poartă  | 5      | 5       |
| Apărate           | 2      | 3       |
| Posesia mingii    | 42%    | 58%     |
| Cornere           | 5      | 11      |
| Faulturi          | 24     | 16      |
| Offside-uri       | 1      | 2       |
| Cartonașe galbene | 5      | 3       |
| Cartonașe roșii   | 0      | 0       |